# Riera de Mantellí
La Riera de Mantellí, també anomenada Rasa de Mantellí, és un curs fluvial del Solsonès i l'Anoia que desguassa per la dreta al Llobregós entre Castellfollit de Riubregós i Enfesta i que neix a la confluència del Torrent del Fitó amb el Torrent de la Torre.

## Municipis per on passa
Des del seu naixement, la Riera de Mantellí passa successivament pels següents termes municipals.
|                                                                                         | Longitud (en m.) | % del recorregut |
| --------------------------------------------------------------------------------------- | ---------------- | ---------------- |
| Per l'interior del municipi de Pinós                                                    | 3.5211           | 59,73%           |
| Per l'interior de l'enclavament d'Enfesta [municipi de la Molsosa]                      | 1.528            | 25,92%           |
| Fent frontera entre l'enclavament d'Enfesta i el municipi de Castellfollit de Riubregós | 788              | 13,37%           |
| Altre cop per l'interior de l'enclavament d'Enfesta                                     | 58               | 0,98%            |

## Xarxa hidrogràfica
La xarxa hidrogràfica de la Riera de Mantellí està constituïda per 170 cursos fluvials que en total sumen una longitud de 90.467 m. El conjunt d'aquesta xarxa hidrogràfica transcorre pels següents termes municipals: